# Polarstern (Schiff, 1964)
Das Kühlmotorschiff Polarstern entstand 1964 für die Hamburg Süd auf der Deutschen Werft; von der Kiellegung bis zur Ablieferung dauerte es sieben Monate.

## Geschichte
Die Polarstern fuhr von 1964 bis 1970 für die Reederei Hamburg Süd. 1970 wurde sie an die Friedrich Brante Ravenna K.G. verkauft und von der Hamburg Süd für vier Jahre zurückgechartert. 1974 wurde die Polarstern an die Londoner Fyffes Group Ltd. verkauft und in Darien umbenannt. Ab 1981 wurde das Schiff zwei Jahre unter dem Namen Chin Carrier betrieben, nachdem es vorher an die griechische Reederei Ichnusa Shipping Corporation in Piräus verkauft worden war. 1983 wurde sie dann an Helm Master Shipping Corporation Panama verkauft, in Khumbu umbenannt, ein Jahr später zum Abbruch nach Pakistan verkauft und in Gadani verschrottet.

## Beschreibung
Das Schiff hatte eine Länge von rund 143 m, Breite von 18 m und war als Volldecker mit 4970 BRT vermessen. Die Brücke und der Maschinenraum waren mittschiffs angeordnet. Vier durchlaufende Decks ergaben 17 Kühlladeräume mit 2,1 m Höhe, die zu 8 Laderaumgruppen in separaten Kühlzonen zusammengefasst wurden. Mit der Nennleistung von 11.400 PS lief das Schiff auf Bananentiefgang 22 kn.
Die Besonderheit der Polarstern war die fortschrittliche Automation. Die Maschinenanlage mit den Hilfssystemen war weitgehend automatisiert und die Ladungskühlanlage wurde vollautomatisiert ausgeführt. Das Kühlschiff war dadurch erheblich teurer als normale Linienschiffe, konnte aber mit einer auf 27–29 Mann reduzierten Besatzung betrieben werden. Damit wurden die laufenden Kosten des Schiffbetriebes verringert. Ohne Automation wären zu dieser Zeit für ein Kühlschiff dieser Größe etwa 40–45 Mann notwendig gewesen. 
Die langsamlaufende MAN-Hauptmaschine und die notwendigen Hilfssysteme wurden vollautomatisch gefahren und konnten von der Brücke über den Maschinentelegrafen oder vom Maschinenkontrollraum (MKR)aus ferngesteuert angefahren bzw. betrieben werden. Nach dem Abschalten der Automatik konnte die Maschine auch von Hand gefahren werden. Die Stromversorgung und auch die Hilfssysteme waren automatisiert. Der in der Vorrangschaltung vorgesehene 2. Hilfsdiesel startete bei steigendem Stromverbrauch und der von ihm angetriebene Generatoren wurde automatisch auf das Bordnetz synchronisiert, zugeschaltet und die Last auf beide Generatoren gleichmäßig verteilt. Sank der Stromverbrauch und wurde nur noch ein Hilfsdiesel benötigt, erfolgte eine automatische Lastreduzierung sowie Abschalten des Generators und Abstellen des überzähligen Hilfsdiesels.